# Station Champagne-sur-Seine
Station Champagne-sur-Seine is een spoorwegstation aan de spoorlijn Corbeil-Essonnes - Montereau. Het ligt in de Franse gemeente Champagne-sur-Seine in het Franse departement Seine-et-Marne (Île-de-France).

## Geschiedenis
Het station werd op 1 juni 1897 geopend door de Compagnie des chemins de fer de Paris à Lyon et à la Méditerranée bij de opening van de sectie Corbeil-Essonnes - Montereau. Sinds zijn oprichting is het eigendom van de Société nationale des chemins de fer français (SNCF).

## Ligging
Het station ligt op kilometerpunt 80,002 van de spoorlijn Corbeil-Essonnes - Montereau.

## Diensten
Het station wordt aangedaan door treinen van Transilien lijn R rijdende tussen Melun en Montereau via Héricy. Ook doen TER Bourgogne-treinen tussen Paris-Gare de Lyon en Laroche-Migennes het station aan.

## Vorig en volgend station
| Richting           | Vorig station                 | Lijn    | Volgend station  | Richting  |
| ------------------ | ----------------------------- | ------- | ---------------- | --------- |
| Melun (via Héricy) | Vulaines-sur-Seine - Samoreau | Trans R | Vernou-sur-Seine | Montereau |